# Civilian Conservation Corps

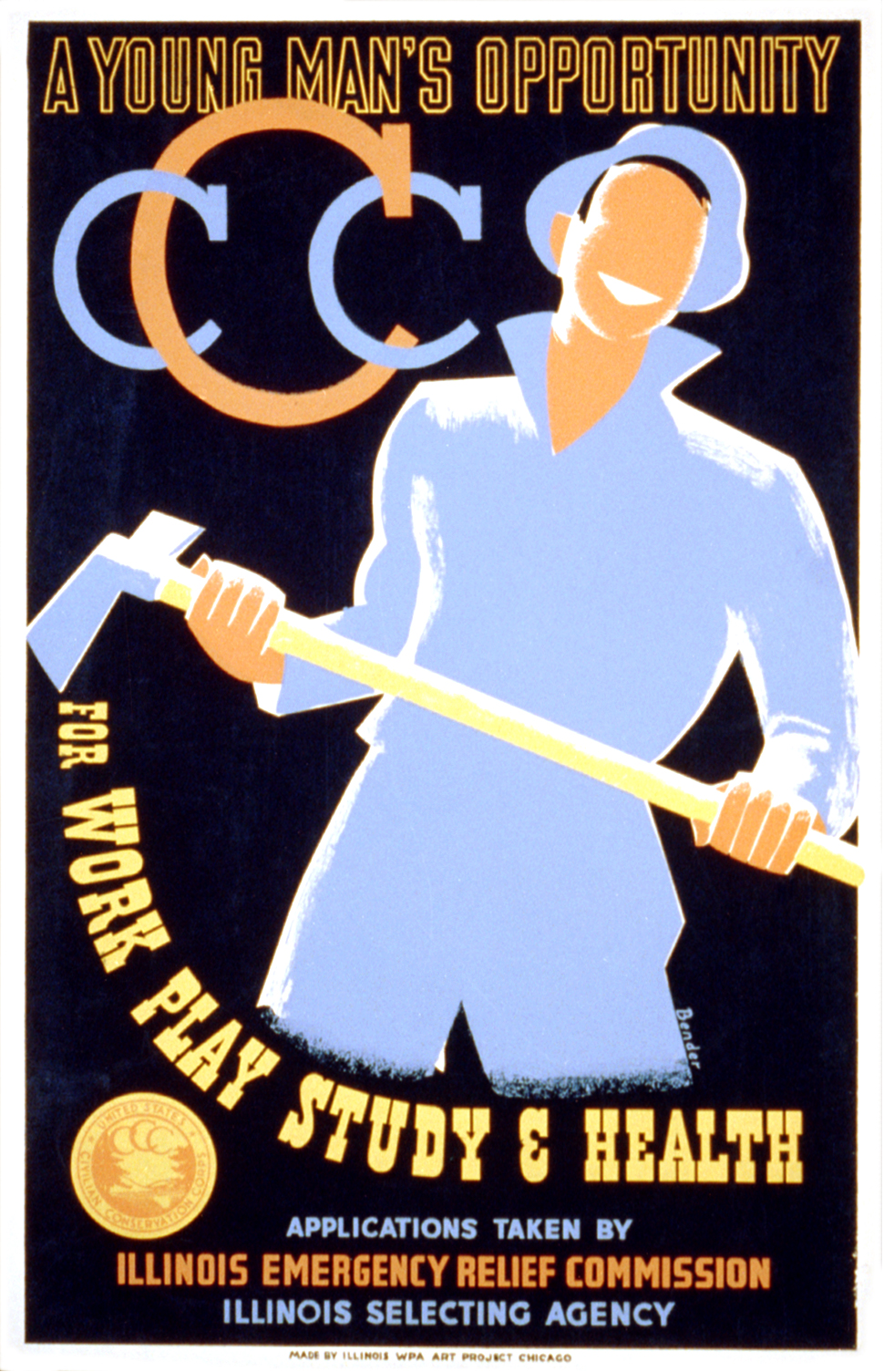
Poster di Albert M. Bender, dal Federal Art Project (1935)

Il Civilian Conservation Corps  (CCC, in inglese) è stato un programma di assistenza statale per i giovani statunitensi, creato durante l'amministrazione del presidente Franklin Delano Roosevelt nel marzo 1933. Ha fatto parte del piano New Deal creato per combattere la povertà e la disoccupazione durante la crisi economica che prese il nome di Grande depressione.
Il programma prevedeva l'impiego di giovani lavoratori in attività di conservazione del patrimonio naturale con il duplice obiettivo di combattere la disoccupazione giovanile e di valorizzare le risorse naturali statunitensi. Il CCC è oggi riconosciuto come più ambizioso programma di conservazione mai sviluppato negli Stati Uniti.

## Storia

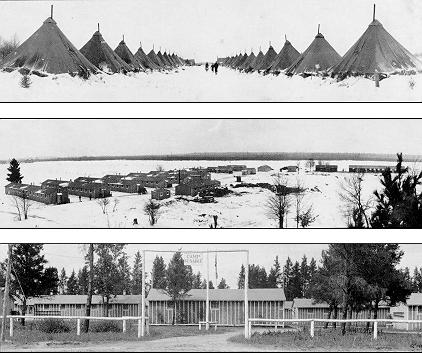
Campi CCC in Michigan; le tende per i lavoratori furono presto sostituite da baracche costruite da appaltatori dell'esercito.

Per combattere la crisi economica imperante, Roosevelt avviò un programma di interventi statali coordinati tra loro all'interno di un vasto progetto noto successivamente con il nome di New Deal. Durante i primi cento giorni del suo mandato, il Presidente fece promulgare il "Emergency Conservation Work (EWC) Act", l'atto normativo che consentì la costituzione del CCC. Migliaia di giovani disoccupati furono subito reclutati e impiegati principalmente nella lotta al depauperamento del patrimonio boschivo statunitense. Nel 1937 il corpo dl CCC fu insostituibile nel supportare le popolazioni del Sud dell'Indiana colpite dall'esondazione del fiume Ohio.

## Risultati
Dall'anno della sua fondazione al 1942 i risultati raggiunti dal CCC furono ragguardevoli: 3.470 torri di avvistamento antincendio, circa 180.000 chilometri di strade più di quattro milioni di giornate di lavoro per uomo dedicate alla lotta agli incendi boschivi e più di tre miliardi di alberi piantati più di sette milioni di giornate di lavoro per uomo spese in attività di protezione della fauna selvatica, dei pascoli, manutenzione del patrimonio idrogeologico, ripopolamento ittico e faunistico.